# Huxleysaurus hollingtoniensis
Huxleysaurus hollingtoniensis es la única especie conocida del género extinto Huxleysaurus ("lagarto de Huxley") de dinosaurio ornitópodo estiracosterno que vivió a principios del geológico Cretácico, hace aproximadamente 140 a 138 millones de años durante el Valanginiense en lo que es hoy Europa  Sus restos se encontraron en el Reino Unido.
En 1889 Richard Lydekker nombró a Iguanodon hollingtoniensis basándose en los restos hallados en Hollington cerca de Hastings en East Sussex. Fue denominado como un nuevo género, Huxleysaurus por Gregory S. Paul en 2012. El nombre del género es un homenaje a Thomas Henry Huxley, tanto por haber sido el "bulldog de Darwin" y por haber acuñado el término "agnóstico". La especie había sido ya considerada por David Bruce Norman en 2010 como un sinónimo más moderno de Hypselospinus fittoni, pero Paul rechazó esto ya que en el material preservado de los dos taxones no comparten rasgos derivados, sinapomorfias.
Huxley había basado su especie en la serie de sintipos hallados en Wadhurst Clay en la zona inferior de la formación Wealden que data de inicios del Valanginiense. Estos incluyen los especímenes BMNH R1148, un fémur, BMNH R1629, elementos de las patas y BMNH R1632, vértebras y una garra del pie. Paul no escogió a un lectotipo pero añadió los especímenes BMNH R811, BMNH R811b y BMNH R604, referidos por Lydekker, al "holotipo". Estos fósiles adicionales incluyen vértebras y un ilion.
Paul dio una corta diagnosis para la especie. El fémur es robusto y moderadamente curvado. El cuarto trocánter está en pendiente. En 2013 David Norman afirmó que la robustex y la curvatura del fémur no son diagnósticas y que el cuarto trocánter de hecho no está en pendiente, concluyendo que Huxleysaurus era un sinónimo más moderno de Hypselospinus. Paul concluyó que Huxleysaurus tenía una posición muy basal dentro del grupo Iguanodontia.